# Plazovje
Plazovje – wieś w Słowenii, w gminie Laško. W 2018 roku liczyła 23 mieszkańców.